# Chuck Austen
Pour les articles homonymes, voir Austen.
Chuck Austen (né Chuck Beckum) est un auteur et illustrateur de comics, célèbre pour son travail controversé dans la série X-Men, ainsi que dans d'autres bandes dessinées de Marvel et de DC Comics.

## Biographie
Austen commence sa carrière sous son vrai nom, Chuck Beckum, qu'il abandonnera plus tard par désir de se dissocier du nom de son père.

### Ses débuts dans les années 1980
Il fait ses débuts à San Francisco dans les années 1980, où il écrit des bandes dessinées pornographiques en noir et blanc, dont Strips, WorldWatch et Hardball.
À la même époque, il illustre les séries de super-héros Phantom Lady et Miracleman d'Allan Moore chez DC comics.
À la fin des années 1980, il participe à la série Hero Sandwich de Slave Labor Graphics, ainsi qu'aux séries moins connues Dr. Radium et Lee Flea.

### Premiers succès dans les années 2000
À partir de 2001, Austin a écrit plusieurs épisodes de War Machine. Les mini-séries sont bien accueillies par le public, mais les ventes de cette BD sont décevantes, principalement à cause du fait qu'elle est publiée juste après les attentats du 11 septembre 2001, ce qui diminue son écho dans la presse. En 2003, Austen continue cette série, avec War Machine 2.0. Prenant avantage des libertés créatrices que lui apporte l'univers parallèle dans lequel l'action prend place, il imagine un Tony Stark (alias Iron Man) plus pacifiste et intéressé par les affaires que son équivalent dans la première série.